# عمران‌آباد (کلیبر)
عمران‌آباد یکی از روستاهای استان آذربایجان شرقی است که در دهستان مولان بخش مرکزی شهرستان کلیبر واقع شده‌است.